# Gustave Macé
Pour les articles homonymes, voir Macé.
Gustave Macé, né le 3 août 1835 à Paris et mort le 21 mars 1904 à Champigny-sur-Marne, est un policier puis écrivain français, chef de la Sûreté entre 1879 et 1884.

## Biographie

### Policier
Né le 3 août 1835 au no 20 de la rue du Marché-Neuf, Placide-Gustave Macé est le fils de Marie-Éléonore-Damas Macé, née Lefebvre, et d'Isidore-Marie-François Macé. Officier de paix, Isidore Macé meurt le 14 février 1853.
Âgé de 17 ans à la mort de son père, Gustave Macé décide d'entrer lui-aussi dans la police, afin d'aider financièrement sa mère. Le 1er mai 1853, il entre ainsi à la Préfecture de police, où il travaille comme inspecteur, c'est-à-dire comme simple agent.
Placé tout d'abord au service de la librairie, il est muté aux mœurs par mesure disciplinaire après s'être battu en duel avec un collègue. En 1857, il réussit l'examen pour devenir secrétaire de commissariat. Tout d'abord en poste à Puteaux, puis, deux ans plus tard, dans le Marais, il est employé comme secrétaire au contrôle général partir du 1er octobre 1859. Le 1er janvier 1862, il est nommé officier de paix, affecté jusqu'en 1868 au 10e arrondissement.

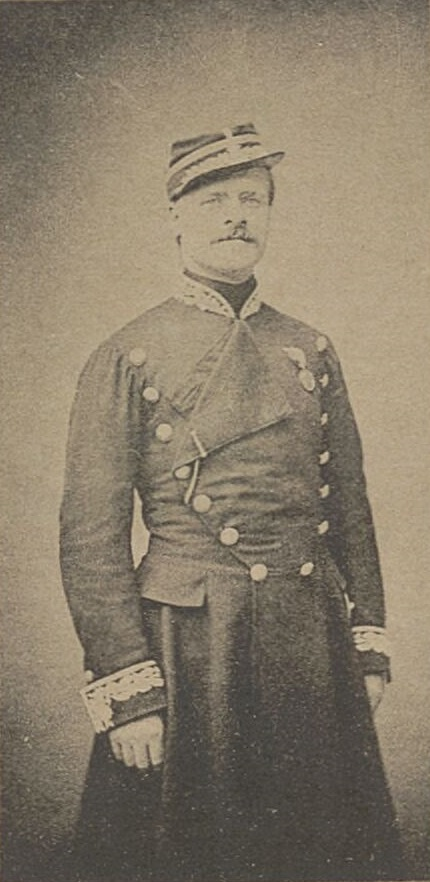
Macé, âgé d'environ trente ans, en uniforme d'officier de paix.

Dans la nuit du 7 au 8 octobre 1863, lors de l'incendie du no 9 de la rue Albouy, Macé est gravement blessé par l'effondrement d'un mur séparant cette propriété du no 78 de la rue des Marais. S'étant déjà distingué lors d'un autre incendie, le 20 juin 1863, il est récompensé d'une médaille d'honneur en or de 2e classe quelques mois plus tard.
Macé est nommé commissaire de police le 1er janvier 1868 et affecté au quartier de l'Odéon. Relevé de ses fonctions au lendemain de la chute du Second Empire, il est réintégré peu de temps après l'arrivée d'Ernest Cresson à la Préfecture de police (novembre 1870). Vers la fin du siège de la capitale, il est nommé commissaire du quartier Notre-Dame.
Le 25 février 1871, le commissaire Macé épouse Marie Grenier, veuve Descours (1840-1922). Celle-ci a une fille, Juliette Descours, qui épousera en 1877 l'architecte Georges Duval.
Le lendemain, Macé risque sa vie en tentant de sauver celle de l'agent Vincenzini, lynché par des manifestants sur la place de la Bastille. À partir du 1er avril suivant, il est attaché aux Délégations judiciaires.
Son rôle dans la répression judiciaire de la Commune a été débattu : alors qu'Yves Guyot l'a accusé d'avoir « peuplé les pontons », Georges Grison a quant à lui affirmé que son ami Macé, envoyé à l'Orangerie de Versailles pour y interroger des communards prisonniers, aurait été si choqué des conditions de détention de ces derniers qu'il se serait retiré en déclarant qu'il ne reviendrait accomplir sa mission que lorsque ces captifs seraient traités avec humanité.
Le 2 décembre 1871, il est nommé chevalier de la Légion d'honneur.

### Chef de la Sûreté

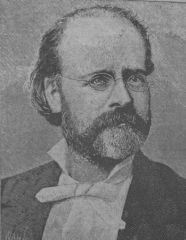
Photographie de Macé par Liébert (vers 1883).

Le poste de chef de la Sûreté est proposé une première fois à Gustave Macé en 1875, lors de la retraite d'Antoine Claude. Mais il refuse la condition, imposée aux prédécesseurs de Claude, de renoncer au statut de commissaire pour être remis officier de paix sous l'autorité du chef de la police municipale. Il accepte finalement le poste quatre ans plus tard, après avoir obtenu de conserver son titre de commissaire. Le 17 février 1879, le préfet de police Albert Gigot charge ainsi Macé de remplacer Étienne Jacob à la tête du service de Sûreté.
Avant même son entrée en fonctions, Macé est attaqué par le journal radical La Lanterne, qui feuilletonne alors une âpre campagne contre la préfecture de police rédigée par Yves Guyot et signée par « un vieux petit employé » (l'informateur de Guyot dans la police étant un certain M. Petit). Suspecté d'être un « bonapartiste militant », Macé se voit reprocher d'avoir collaboré à la persécution des républicains, par exemple en ayant trouvé dans le canal Saint-Ouen des bombes destinées à étoffer le dossier à charge lors du procès de Blois (juillet-août 1870). Dans ses écrits, où il exprime effectivement des positions très conservatrices, Macé se défend d'avoir été un bonapartiste, avouant plutôt une certaine sensibilité orléaniste transmise par son père.
En février-mars 1880, il est mêlé aux polémiques entourant l'arrestation d'un homme prétendant être Édouard Mayer, sujet allemand, mais identifié par les agents secrets de l'ambassade de Russie à un terroriste russe, Léon Hartmann (Lev Gartman), dont la Russie demande l'extradition. L'avocat d'Hartmann, Maurice Engelhard, prétend que Macé aurait employé une ruse déloyale pour pousser l'accusé à avouer son identité, ce que dément le chef de la Sûreté.
Favorable aux innovations, Macé est cependant plus que sceptique quant aux expériences d'anthropométrie de Bertillon, d'autant plus que celles-ci reçoivent les éloges de son ennemi Guyot.
Déplorant sa subordination au chef de la police municipale, Jean-Marie-Lazare Caubet, Macé milite pour le rattachement de son service au cabinet du préfet de police. Il n'obtiendra cependant satisfaction qu'en 1887, soit trois ans après son départ. En effet, frustré par l'inertie de l'administration face à ses propositions de réformes, Macé ne sollicite pas le renouvellement de ses fonctions et fait valoir ses droits à la retraite dès le mois d'octobre 1883. Il prend finalement sa retraite le 31 mars 1884. Il est remplacé le 2 avril par Louis Kuehn, commissaire aux Délégations judiciaires.

### Mémorialiste

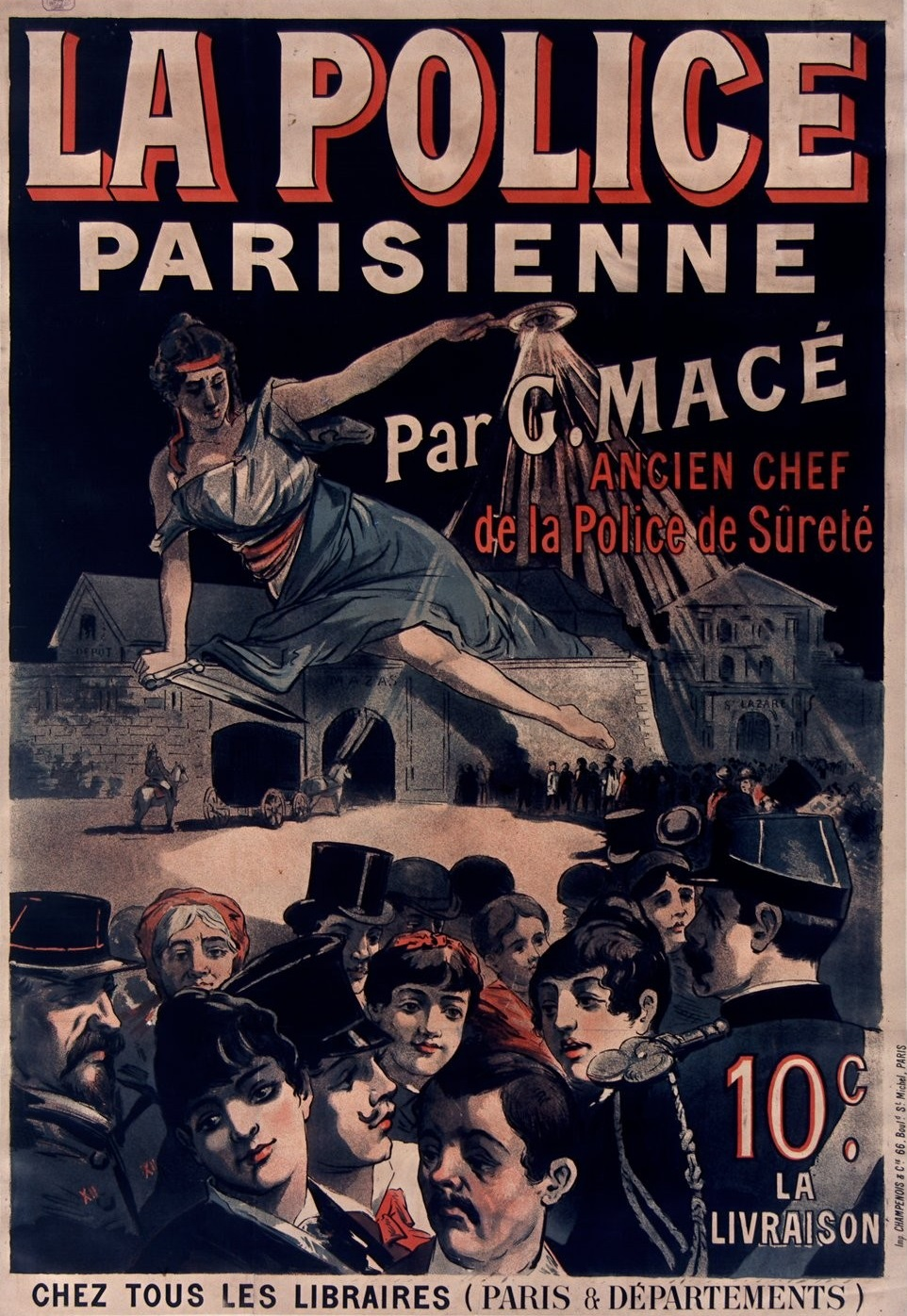
Affiche pour les livres de Macé (1888).

Macé se retire alors à Champigny-sur-Marne, dans une villa appartenant à son gendre. Il entreprend aussitôt la rédaction d'un livre qui lui permettra de régler ses comptes avec ses détracteurs et d'exposer ses idées de réformes. Paru la même année chez Georges Charpentier, Le Service de la Sûreté par son ancien chef est le premier titre d'une série d'ouvrages consacrée à la police parisienne, nourrie par les souvenirs et les documents de l'ancien commissaire de police. Celui-ci adhère à la Société des gens de lettres.
Âgé de 68 ans, Gustave Macé meurt le 21 mars 1904 à son domicile du no 15 de la rue des Pavillons, à Champigny-sur-Marne. Il était officier d'académie.
Grâce à sa longue carrière à travers tous les échelons de la police, aux nombreuses affaires criminelles qui lui ont été confiées (telle que l'affaire Fenayrou) et aux souvenirs qu'il a publiés à leur sujet, Macé a laissé l'image d'un enquêteur perspicace et tenace, souvent comparé au fameux Dupin d'Edgar Allan Poe,. Dans Les Mémoires de Maigret (1951), le héros de Georges Simenon mentionne brièvement « les mémoires de Macé et ceux du grand Goron ».

#### Ouvrages de Gustave Macé
Sauf mention contraire, les ouvrages ci-dessous ont été édités par Georges Charpentier dans la collection La Police parisienne :
- Le Service de la Sûreté par son ancien chef, Paris, 1884, 394 p. (éditions de 1884 et 1891 consultables en ligne sur Gallica).
- Mon Premier crime, Paris, 1885, 327 p. ((https://archive.org/details/dli.granth.117237/page/n4/mode/1up consultable en ligne] sur Internet Archive).
- Un Joli monde, Paris, 1887, 347 p. (consultable en ligne sur Gallica).
- Gibier de Saint-Lazare, Paris, 1888, 320 p. (consultable en ligne sur Gallica).
- Mes Lundis en prison, Paris, 1889, 415 p. (consultable en ligne sur Gallica).
- Mon Musée criminel, Paris, 1890, 255 p. (consultable en ligne sur Gallica).
- Lazarette (collection Crimes passionnels), Paris, Charpentier, 1891, 305 p.
- Un Cent-Garde (collection Crimes passionnels), Paris, Charpentier et Fasquelle, 1893, 392 p.
- Crimes impunis, Paris, Fasquelle, 1897, 318 p. (consultable en ligne sur Gallica).
- Aventurier de génie, Paris, Fasquelle, 1902, 316 p. (consultable en ligne sur Gallica).
- Femmes criminelles, Paris, Fasquelle, 1904, 381 p.